# Упениекс, Янис Янович
Я́нис Упениекс (в русскоязычных источниках также известен как Я́нис Я́нович или Я́н Я́нович Упениекс; латыш. Jānis Upenieks; 27 мая 1888, Эргли ― 1974) ― латышский тубист, артист оркестра Рижской оперы (впоследствии театр оперы и балета Латвийской ССР), заслуженный артист Латвийской ССР (1958).

## Биография
В 1916—1918 годах Янис Упениекс учился в Санкт-Петербургской консерватории по классу А. Волкова. С 1918 года он играл в оркестре Рижской оперы. С 1954 года Упениекс выполнял также обязанности инспектора оркестра. В 1956 году (по другим данным в 1958 году) ему было присвоено почётное звание заслуженный артист Латвийской ССР. Трубач Сергей Болотин писал о Яне Упениексе как о ярком представителе старшего поколения латышских музыкантов и называл его большим мастером игры на тубе.